# Jonathan Patrick McCarty
Jonathan Patrick McCarty (Allen, 24 gennaio 1982) è un dirigente sportivo ed ex ciclista su strada statunitense.

## Palmarès

### Strada
- 2003 (Dilettanti, tre vittorie)

2ª tappa Ronde de l'Isard (Lézat-sur-Lèze > Goulier)
Classifica generale Ronde de l'Isard
3ª tappa Le Transalsace International (Mulhouse > Soultz-sous-Forêts)

#### Altri successi
- 2002 (Dilettanti)

Classifica giovani Internationale Thüringen Rundfahrt
- 2003 (Dilettanti)

1ª tappa Ronde de l'Isard (Saint-Girons > Castillon, cronosquadre)
- 2008 (Team Slipstream-Chipotle p/b H30)

1ª tappa Giro d'Italia (Palermo, cronosquadre)
Classifica scalatori Vuelta a Chihuahua
- 2010 (Rock Racing)

Copperas Cove Classic
4ª tappa Mount Hood Classic (Mount Hood > Mount Hood)
Classifica generale Tour of Austin
- 2011 (Spidertech)

Classifica scalatori Tour of California
- 2013 (Bissell)

Classifica scalatori Tour de Beauce

## Piazzamenti

### Grandi Giri
- Giro d'Italia

2006: 113º
2008: ritirato (14ª tappa)

### Classiche monumento
- Liegi-Bastogne-Liegi

2005: ritirato
2006: ritirato
2008: 111º
- Giro di Lombardia

2006: ritirato

### Competizioni mondiali
- Campionati del mondo

Plouay 2000 - Cronometro Junior: 37º
Plouay 2000 - In linea Junior: 28º
Hamilton 2003 - In linea Under-23: 56º
Verona 2004 - In linea Elite: ritirato
Madrid 2005 - In linea Elite: ritirato
Salisburgo 2006 - In linea Elite: 102º